# I'm in the Band
I'm in the Band (conocido como Estoy en la Banda en Hispanoamérica y Ésta es mi Banda en España) es una serie de televisión creada por Michael Kaplan y Rod Rappaport, producida y transmitida por Disney XD. El primer episodio se grabó el 14 de julio de 2009, con un "adelanto furtivo" el 27 de noviembre de 2009; el programa se unió posteriormente al programa regular de Disney XD el 18 de enero de 2010, y el primer episodio se mostró como un "adelanto" en el Reino Unido en esa misma fecha. El estreno del espectáculo del 18 de enero de 2010 fue visto por aproximadamente 860 000 espectadores.
Se anunció el 26 de abril de 2010, que estoy en la banda había sido renovada para una segunda temporada que se estrenó el 17 de enero de 2011. El 15 de marzo de 2011, Caitlyn Taylor Love y Greg Baker anunciaron en sus cuentas oficiales de Twitter que la segunda temporada sería la última del programa. El 28 de abril de 2011, Disney XD anunció oficialmente la cancelación de la serie, y los restantes episodios de la temporada 2 se emitirán durante el resto del año. El último episodio producido, "Raiders of the Lost Dad", salió al aire el 9 de diciembre de 2011.

## Argumento
Tripp Campbell (Logan Miller), un adolescente de 15 años, sueña en mostrar sus habilidades de guitarra al convertirse en parte de una banda de rock. Cuando gana un concurso de radio para cenar con su grupo favorito, "Iron Weasel", su sueño se hace realidad. Se las arregla para impresionarlos con sus habilidades musicales y milagrosamente llega a hacer el rol de guitarrista líder.
La banda llamada Iron Weasel, se compone de tres chiflados de mediana edad - un cantante y teclista engreído, Derek Júpiter (Steve Valentine), el siempre alegre y bullicioso bajista, Burger Pitt (Greg Baker) y el baterista adorable pero ingenuo, Ash (Stephen Full). Inicialmente los integrantes de la banda se burlan de la idea de tener un niño en la banda, por temor a perder su atractivo fresco y atrevido. Pero, cansados de vivir en su horrible van, sucumben cuando Tripp ofrece la habitación de huéspedes en la casa de su madre. Por suerte, Tripp convence a su madre divorciada, Beth (Beth Littleford), de que los miembros de la banda serán un gran ejemplo para él.
A su propia y loca manera, la banda tratará de enseñarle a Tripp a través de sus años de escuela secundaria con el objetivo de convertirlo en una estrella de rock de buena fe en el proceso. A lo largo de la aventura es la mejor amiga de Tripp, Izzy Fuentes (Caitlyn Taylor Love), una aspirante a cantante, la que tratará de mantenerlo en la tierra y fuera de problemas. Tripp tiene grandes esperanzas con Iron Weasel y hará todo lo posible para ayudar a que la banda haga un gran regreso desde giras de conciertos, conseguir productores musicales para hacerles conocer a la banda y reencontrarse con personas del pasado. Por desgracia, los miembros de Iron Weasel siempre parecen encontrar situaciones incómodas - desde su gira de conciertos en todo el país, que termina siendo un concierto de tres avenidas, que una periodista haga un boicot a la banda a causa de un vídeo viral con la intención de hacerlos populares otra vez. Independientemente de sus desgracias, Tripp y sus compañeros de banda siempre encuentran la manera de reunirse para resolver sus problemas y hacer lo que más desean: tocar "Heavy Metal" y "Rock ´n´ Roll".

## Personajes
- Tripp Ryan Campbell (Logan Miller) tiene 15 años, es el guitarrista de Iron Weasel quien siempre ha tenido el sueño de unirse a una banda de rock. A pesar de su edad, Tripp es el más maduro de todos los miembros de Iron Weasel, y está decidido ayudar a la banda para hacer una reaparición, ya que Iron Weasel hace muchos años era la banda de rock más famosa. Tripp es el que suele resolver los problemas de la banda. Asimismo muestra una notable debilidad por las chicas más lindas.

- Derek Jupiter (Steve Valentine) es el Iron Weasel Británico, por lo general él es bantaste egoísta pero encantador. Vic Blaylock sostiene que Derek causa todos los problemas de la banda, aunque Tripp afirma que Derek es el corazón y alma de Iron Weasel. Es de muy alta estatura. También se puede ver él puede tocar el teclado en el episodio "Izzy Gonna Sing".

- Burger Pitt (Greg Baker) es un amante de la comida, es el bajista de Iron Weasel. Él tiene una personalidad muy electrificada como una estrella de rock. Tiene un notable sobrepeso, y tiene desagradables hábitos, como el de comer gusanos y recoger de la basura. También se sabe que Burger está enamorado de la madre de Tripp. El máximo tiempo que ha estado Burger sin comer ha sido de ocho horas, mientras él dormía. Antes de entrar a la banda se llamaba "el hamburguesa" en la liga mexicana de baseball.

- Ashton "Ash" Tyler (Stephen Full) es el amable baterista de la banda, quien se representa como el más estúpido de los miembros de Iron Weasel. Es muy amable y casi siempre entiende todo al pie de la letra. Su estilo de pelo es un enorme peinado punk. Ash cuando se asusta grita como si fuera una mujer y le teme a los payasos y a los caramelos.

- Isabella "Izzy" Fuentes (Caitlyn Taylor Love) es la mejor amiga de Tripp, quien también es una gran fan de Iron Weasel, asimismo está enamorada de Tripp en secreto. También es una aspirante a cantante y ha intentado muchas veces debutar con Iron Weasel. Al parecer no sabe lo que es una broma de acuerdo con el episodio de "Semana de Bromas". En el episodio "Izzy en la banda", temporalmente se convierte en cantante de la banda cuando Derek pierde su voz de tanto gritar.

## Episodios
| Temporadas | Episodios | USA                     | USA                      | Hispanoamérica      | Hispanoamérica       | España             | España                |
| Temporadas | Episodios | Comienzo                | Final                    | Comienzo            | Final                | Comienzo           | Final                 |
| ---------- | --------- | ----------------------- | ------------------------ | ------------------- | -------------------- | ------------------ | --------------------- |
| 1          | 21        | 27 de noviembre de 2009 | 11 de septiembre de 2010 | 20 de marzo de 2010 | 4 de febrero de 2011 | 21 de mayo de 2010 | 8 de octubre de 2010  |
| 2          | 21        | 17 de enero de 2011     | 9 de diciembre de 2011   | 12 de marzo de 2011 | 6 de enero de 2013   | 9 de abril de 2011 | 25 de febrero de 2012 |

## Especiales de TV
| Especial N° | Temporada N° | Episodio N° | Título              | Estreno en Estados Unidos | Estreno en Latinoamérica | Estreno en España |
| ----------- | ------------ | ----------- | ------------------- | ------------------------- | ------------------------ | ----------------- |
| 1           | 2            | 22/23       | I'm out of the band | 17 de enero de 2011       | 21 y 22 de marzo de 2011 | N/A               |

## Recepción

### Críticas de la recepción
Emily Ashby de DisneyFamily.com señaló que "si bien el programa es alegre, sin embargo, no es exactamente realista a la hora de retratar la responsabilidad de los adultos". Además afirmaba que "no hay escasez de risas en I'm in the Band, y nada de eso es nuevo para los adolescentes familiarizados con gustos de Zack y Cody."

#### Audiencia
La serie se estrenó con un número estimado de 863.000 espectadores en Estados Unidos, demostrando ser unas de las series con mayor audiencia estrenadas en Disney XD.

## Cancelación
Las cuentas de Twitter de los protagonistas de la serie: Logan Miller (@LoganYeah785), Steve Valentine (@SteveValentine), Greg Baker (@TheGBakes & Caitlyn Taylor Love (@CaitlynTLove); anunciaron que la serie terminó siendo cancelada dejándoles solo dos temporadas porque luego de dos años de emisión, la serie al ser lanzada, en poco tiempo fue doblada en varios países, consiguiendo un éxito enorme, sacándoles índice de audiencia a las demás series de Disney.
Varios usuarios de Twitter, Facebook, YouTube y deviantART fanáticos de la serie, empezaron a hacer varios mensajes (Tuits, shouts, vídeos e imágenes) con la intención de que la serie continuara. El resultado fue "on Hiatus", (una cancelación por un tiempo indeterminado).

## Retraso en Latinoamérica
En Latinoamérica la serie fue cancelada y sacada de la programación de Disney XD sin dar ninguna explicación. El último episodio fue "Trippnotizado", emitido el 26 de mayo de 2012. Los 4 episodios restantes ("El Reino de los Weasels", "Iron Weasel vs. Mega Weasel vs. Mini Weasel", "Weasels en la Escuela" y "Buscando el Padre Perdido") fueron transmitidos en el año 2013 sin anunciarse como capítulos de estreno en Latinoamérica, luego de la cancelación de la serie, fue por esa razón que los fans de la serie exigio a Disney su regreso.